# Зизинка (Васлуј)
Зизинка (рум. Zizinca) насеље је у Румунији у округу Васлуј у општини Делени. Oпштина се налази на надморској висини од 254 m.

## Становништво
Према подацима из 2002. године у насељу је живело 282 становника, од којих су сви румунске националности.